# Chiese di Caltanissetta
La seguente è una lista delle chiese e degli edifici religiosi di Caltanissetta.

## Chiese del centro storico
- Chiesa di Sant'Agata al Collegio[1]
- Chiesa di Sant'Anna
- Chiesa di Sant'Antonio alla Saccara
- Chiesa di Santa Croce detta «Badia» già del «Santissimo Salvatore»
- Chiesa di San Domenico[2]
- Chiesa di Santa Flavia
- Chiesa di San Francesco d'Assisi[3]
- Chiesa di San Giovanni
- Chiesa di San Giuseppe
- Chiesa di Santa Lucia
- Chiesa della Madonna Assunta
- Chiesa di Santa Maria degli Angeli o «La Vetere»[2]
- Cattedrale di Santa Maria la Nova e San Michele Arcangelo[1][4]
- Chiesa di Santa Maria della Grazia
- Chiesa di Santa Maria della Grazia del Collegio di Maria
- Chiesa di Santa Maria della Pietà[senza fonte]
- Chiesa di Santa Maria della Provvidenza
- Chiesa di Santa Maria Maddalena penitente
- Chiesa di San Sebastiano[1]
- Santuario del Signore della Città o del «Cristo Nero»[1]

## Chiese dei quartieri periferici
- Chiesa di San Biagio
- Chiesa di Santa Barbara
- Chiesa di Santa Chiara
- Cappella del Redentore[5]
- Chiesa del Sacro Cuore
- Chiesa di San Luca
- Chiesa della Madonna della Catena già Chiesa di Santa Margherita
- Chiesa di Regina Pacis
- Chiesa di San Marco
- Chiesa di San Michele Arcangelo alle Calcare
- Chiesa di San Paolo
- Chiesa di San Pietro
- Chiesa di San Pio X ricovero dei misteri[1]
- Chiesa di Santa Petronilla

## Chiese di campagna
- Chiesa di Santa Lucia della Campagna (o "Signore della Campagna" o "di Santa Anastasia") primitivo luogo di culto Sant'Anastasia
- Chiesa del Santissimo Crocifisso e Sant'Isidoro in Borgo Petilia
- Chiesa del Cuore di Gesù a Cozzo di Naro
- Chiesa di San Giuseppe a Borgo Casale
- Chiesa di Santa Maria delle Grazie in Roccella[5]
- Chiesa di Santa Maria del Rosario a Sabucina
- Chiesa di Santa Rosalia in Niscima
- Abbazia di Santo Spirito e priorato di San Giovanni di Pietrarossa[4],[5]

## Chiese non più esistenti
Nella storia di Caltanissetta sono molte le chiese demolite, scomparse, dismesse e sconsacrate.
Alcuni eventi sismici, tra l'altro poco documentati, hanno minacciato in epoche differenti il ricchissimo patrimonio storico - artistico - religioso della città:
- Terremoto di Catania del 1169 provoca danni;
- Terremoto nel Val di Noto del 1542 o Magnus Terremotus in terra Xiclis provoca danni;
- Terremoto del 27 febbraio 1567 provoca danni;
- Terremoto del Val di Noto del 1693 catastrofico in tutto il vicinissimo Val di Noto.

Elenco delle chiese non più esistenti:
- Chiesa dei Tre Re, sorgeva a sud della città, nel feudo del "Milione" dei marchesi Notarbartolo.
- Chiesa di Maria Santissima Annunziata, detta "del Carmine", demolita per far posto all'attuale Palazzo del Carmine sede del municipio.
- Chiesa di Gesù, Maria e Giuseppe, sorgeva a sud ovest della città.
- Chiesa di Sant'Anna di Canicazzeni, presso il feudo di Canicassè del barone Lanzirotti.
- Chiesa di Sant'Antonio di Padova
- Chiesa di Sant'Antonio Abate
- Priorato di Santa Barbara, chiesa attestata nel XV secolo.
- Chiesa di Santa Barbara in contrada Bulgarelli, crollò nel 1837; nello stesso anno la campana fu spostata presso la chiesa di San Michele.
- Chiesa di San Biagio
- Chiesa di San Calogero, situata nella via dei Santi, oggi via Re d'Italia, nel 1860 fu sconsacrata e successivamente inglobata nell'edificio dell'ospizio di beneficenza.
- Chiesa di San Crispino, esistente fino al Settecento.
- Chiesa di San Erasmo, luogo deputato alla guarigione degli animali, si trovava dietro il "piano delle fosse", oggi piazza Calatafimi.
- Chiesa di San Giacomo, detta "il Salvatore", fu demolita nel 1806, e intorno al 1870 al suo posto vi fu costruito il teatro Margherita.
- Chiesa di San Giuseppe fuori le mura
- Chiesa di San Leonardo, dipendeva dall'abbazia di Santo Spirito, fu trasformata in neviera alla fine del Settecento.
- Chiesa di San Lio o "San Leone", sita nella contrada che ancora oggi ne porta il nome, fu fondata nel 1199 ed era una delle più antiche della città.
- Chiesa di San Paolino, costruita nel 1510 accanto alla chiesa del Carmine e demolita nel 1848.
- Chiesa di San Rocco, quattrocentesca, diede il nome all'omonimo quartiere; crollò nel Cinquecento.
- Chiesa di San Sebastiano, primitivo luogo di culto.
- Chiesa di San Silvestro, situata nelle vicinanze della chiesa di San Domenico, ne rimane unicamente la via che ne porta il nome.
- Chiesa della Santissima Trinità, distrutta nel Settecento, occupava quello che poi divenne il giardino del convento di San Domenico.
- Chiesa di Santa Caterina d'Alessandria
- Chiesa di Santa Margherita
- Chiesa di Santa Maria della Catena
- Chiesa di Santa Venera, luogo di culto esistente al posto della Chiesa di Santa Flavia
- Chiesa di Santa Maria del Pileri
- Chiesa di Santa Maria della Neve, primitivo luogo di culto esistente al posto della chiesa di Santa Croce
- Chiesa della Madonna di Monserrato già Chiesa della Madonna di Loreto
- Chiesa della Madonna della Sperta
- Chiesa della Madonna della Rosa
- Chiesa di Santa Maria dei Pensieri, chiesa dell'orfanotrofio Moncada sito in via Lincoln, fondata nel 1778 e chiusa alla fine del XIX secolo.
- Chiesa di Santa Maria della Stella, costruita sulla punta del burrone Sant'Elmo del XV secolo, e successivamente crollata, dal 1862 ne rimane solo un muro.
- Chiesa di Santa Maria del Soccorso, situata in contrada Scopatore, fu aperta al culto nel 1763 e chiusa cento anni dopo da monsignor Guttadauro; la pietra ricavata dalla demolizione fu usata per ampliare la chiesa della Saccara.

## Compagnie
{Elenco in aggiornamento}
- Compagnia della Madonna del Pileri
- Compagnia dei Bianchi
- Compagnia del Santissimo Sacramento

## Collegi
{Elenco in aggiornamento}
- Collegio Gesuitico presso la Chiesa di Sant'Agata
- Collegio di Maria
- Seminario serafico San Michele dei Cappuccini
- Istituto Signore della Città
- Istituto Testasecca

## Confraternite
{Elenco in aggiornamento}
- Confraternita Maria Santissima del Rosario
- Confraternita Santissimo Nome di Gesù
- Confraternita del Purgatorio presso la Chiesa di San Giovanni o del «Purgatorio»
- Confraternita del Salvatore
- Confraternita di San Paolino
- Confraternita di Santo Stefano attestata dal 1657 presso l'altare eponimo della cattedrale di Santa Maria la Nova e San Michele Arcangelo

## Congregazioni
{Elenco in aggiornamento}
- Congregazione della Vergine Bambina
- Congregazione di San Bonaventura
- Congregazione di San Filippo Neri
- Congregazione dei Civili

## Conservatori
{Elenco in aggiornamento}
- Conservatorio di donzelle orfane

## Conventi
Elenco conventi:
{Elenco in aggiornamento}
- Convento di San Domenico dei Padri Domenicani presso la Chiesa di San Domenico
- Convento del Carmine dei Carmelitani scalzi attuale sede del Palazzo Comunale
- Convento di San Francesco d'Assisi dei Padri Conventuali presso la Chiesa dell'Immacolata sulla Gradinata Duca degli Abruzzi
- Convento dei Fatebenefratelli di San Giovanni di Dio con Ospedale
- Convento di San'Antonio da Padova dei Padri riformati
- Convento di Santa Maria delle Grazie degli Agostiniani scalzi
- Convento di Santa Maria degli Angeli dei Minori Osservanti
- Convento dei cappuccini dei Padri Cappuccini di contrada Xibolì
- Convento dei cappuccini dei Padri Cappuccini di contrada Pigni presso la Chiesa dell'Immacolata Concezione
- Convento dei cappuccini dei Padri Cappuccini presso la Chiesa della Madonna Assunta trasformato in Ospedale
- Collegio dei Gesuiti presso la Chiesa di Sant'Agata al Collegio
- Casina dei Gesuiti alle Balate
- Convento di San Michele Arcangelo presso la Chiesa di San Michele alle Calcare

### Corporazioni religiose soppresse
Fra parentesi le date di costituzione e di soppressione della corporazione.
- Convento del Carmine sotto titolo della Santissima Maria Annunziata
- Convento di San Domenico dei Padri Domenicani presso la Chiesa di San Domenico
- Collegio dei Gesuiti presso la Chiesa di Sant'Agata al Collegio
- Convento dei Fatebenefratelli di San Giovanni di Dio con Ospedale
- Convento di Santa Maria degli Angeli dell'Ordine dei Frati Minori Osservanti presso la Chiesa di Santa Maria degli Angeli o «La Vetere»
- Convento di San Francesco d'Assisi dei Padri Conventuali presso la Chiesa dell'Immacolata
- Collegio di Maria

## Monasteri
{Elenco in aggiornamento}
- Monastero benedettino di Santa Croce presso la chiesa omonima
- Monastero benedettino di Santa Flavia della Congregazione cassinese annesso alla chiesa omonima

### Corporazioni religiose soppresse
Fra parentesi le date di costituzione e di soppressione della corporazione.
- Monastero di Santa Croce dell'Ordine benedettino
- Monastero di Santa Flavia dell'Ordine benedettino

## Oratori
{Elenco in aggiornamento}
- Oratorio per la Congregazione di San Bonaventura
- Oratorio della Concezione in passato presso Cattedrale di Santa Maria la Nova e San Michele Arcangelo
- Oratorio del Santissimo Sacramento
- Oratorio di San Domenico

## Ospedali
{Elenco in aggiornamento}
- Ospedale Fatebenefratelli di San Giovanni di Dio
- Ospedale di Sant'Antonio Abate
- Lazzaretto

## Unioni
{Elenco in aggiornamento}
- Pia Unione Figlie di Maria

## Galleria d'immagini

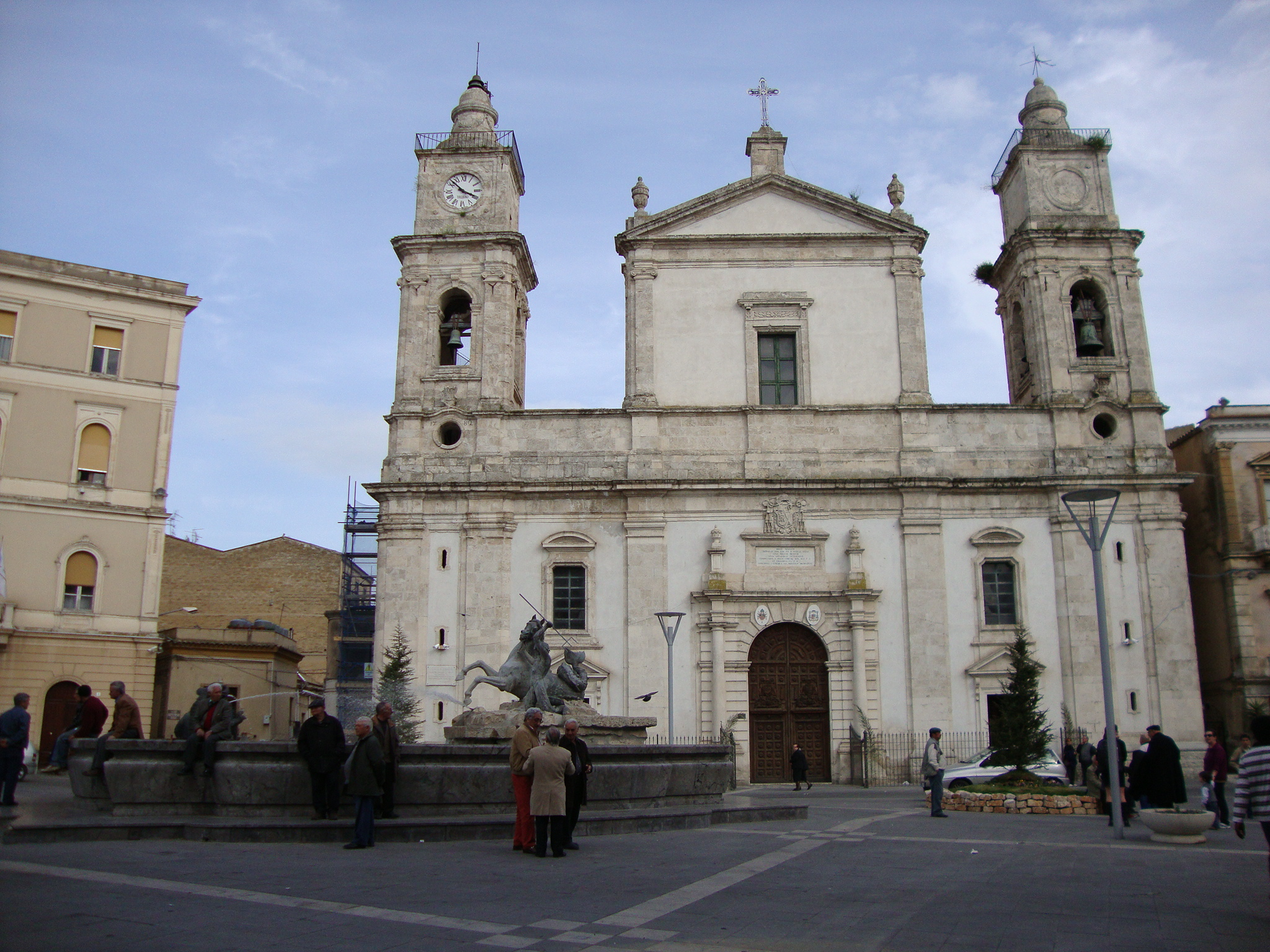
Cattedrale di Santa Maria la Nova e San Michele Arcangelo
Chiesa di Santa maria degli Angeli
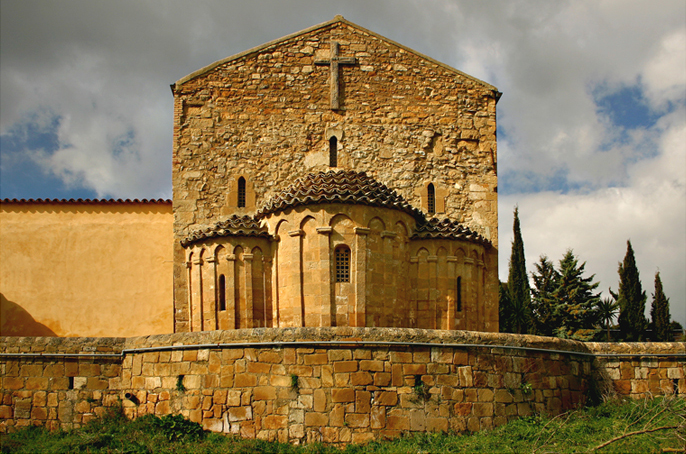
Abbazia di Santo Spirito
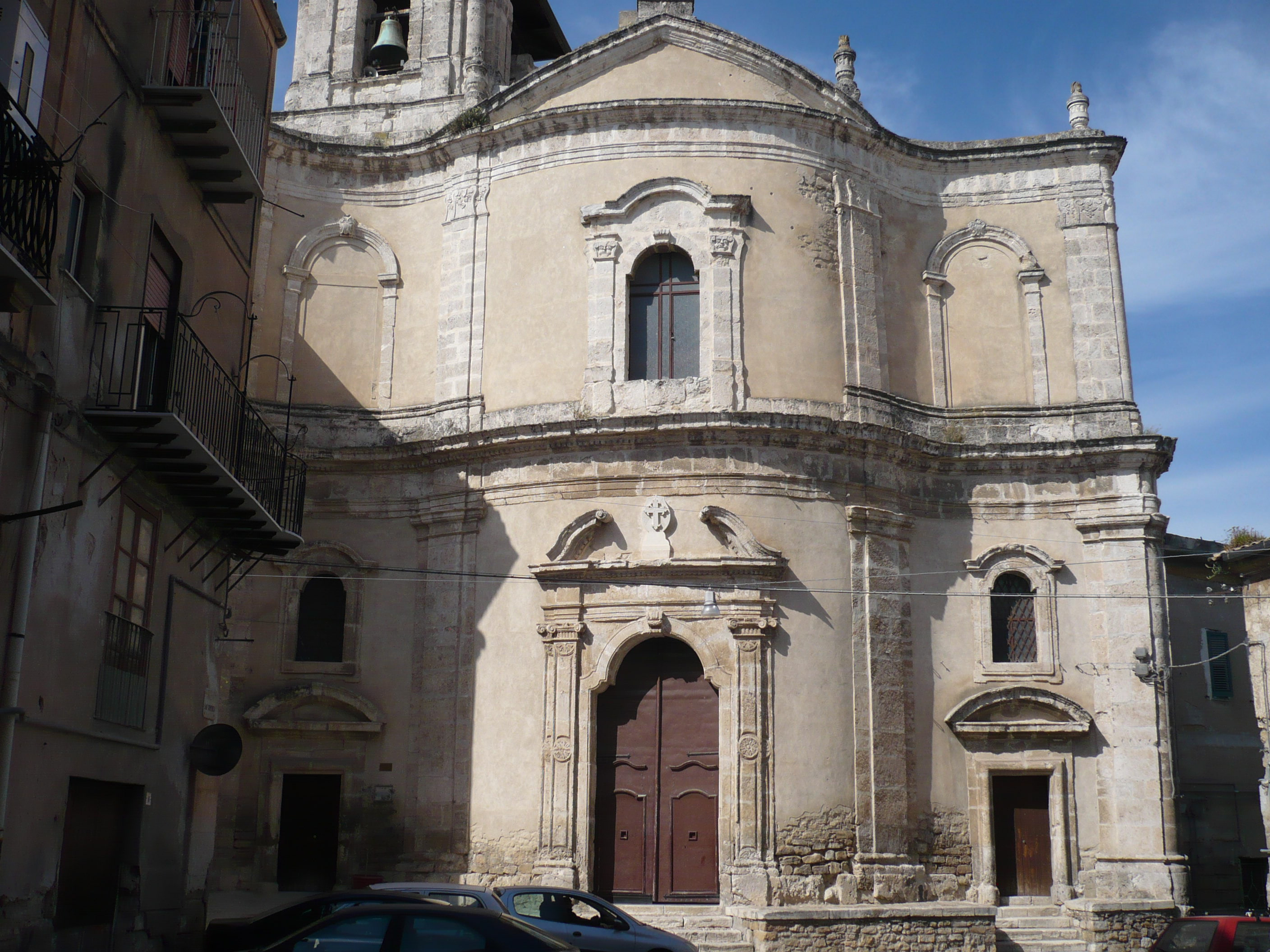
Chiesa di San Domenico
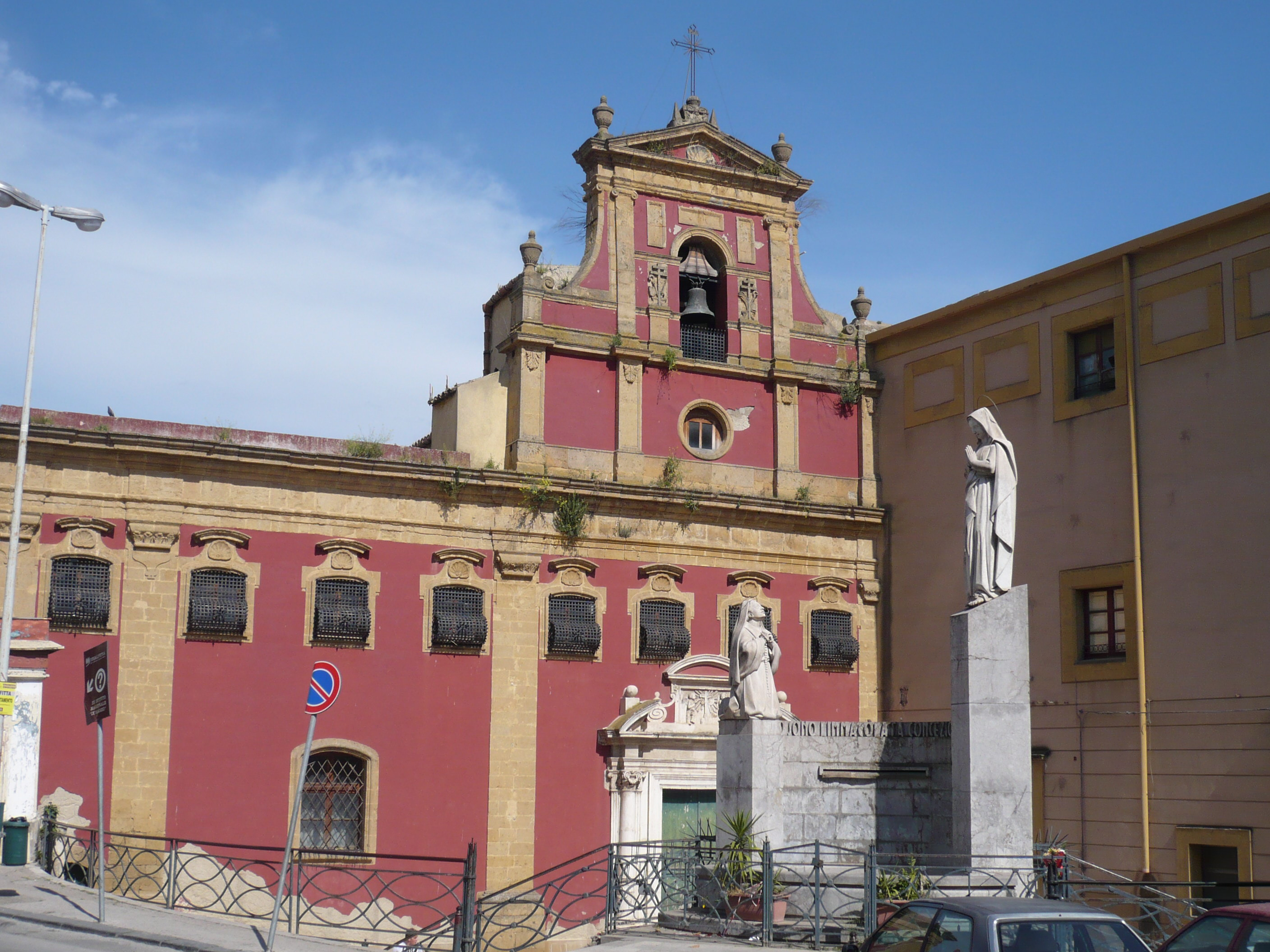
Chiesa di Santa Croce
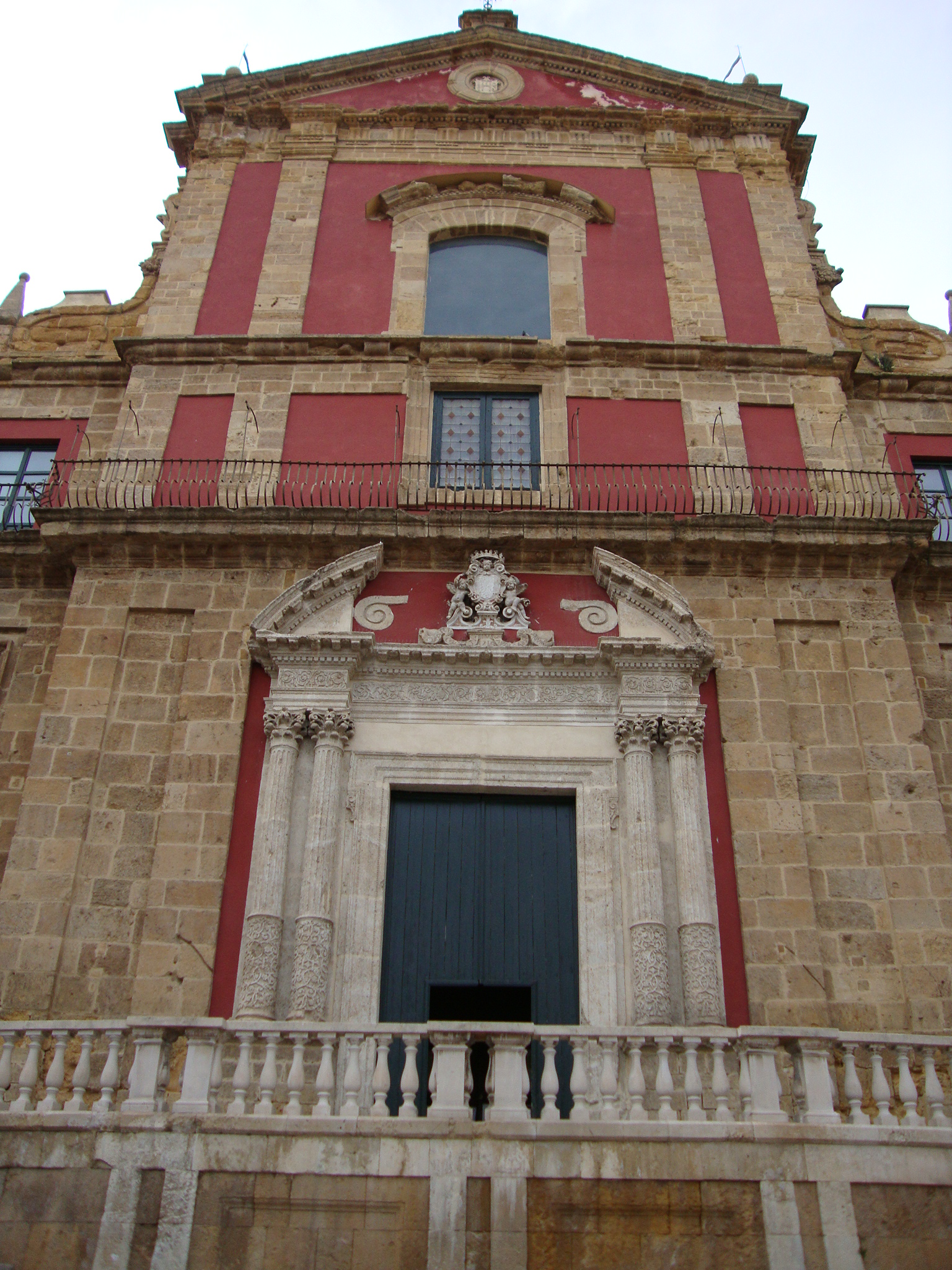
Chiesa di Sant'Agata al Collegio
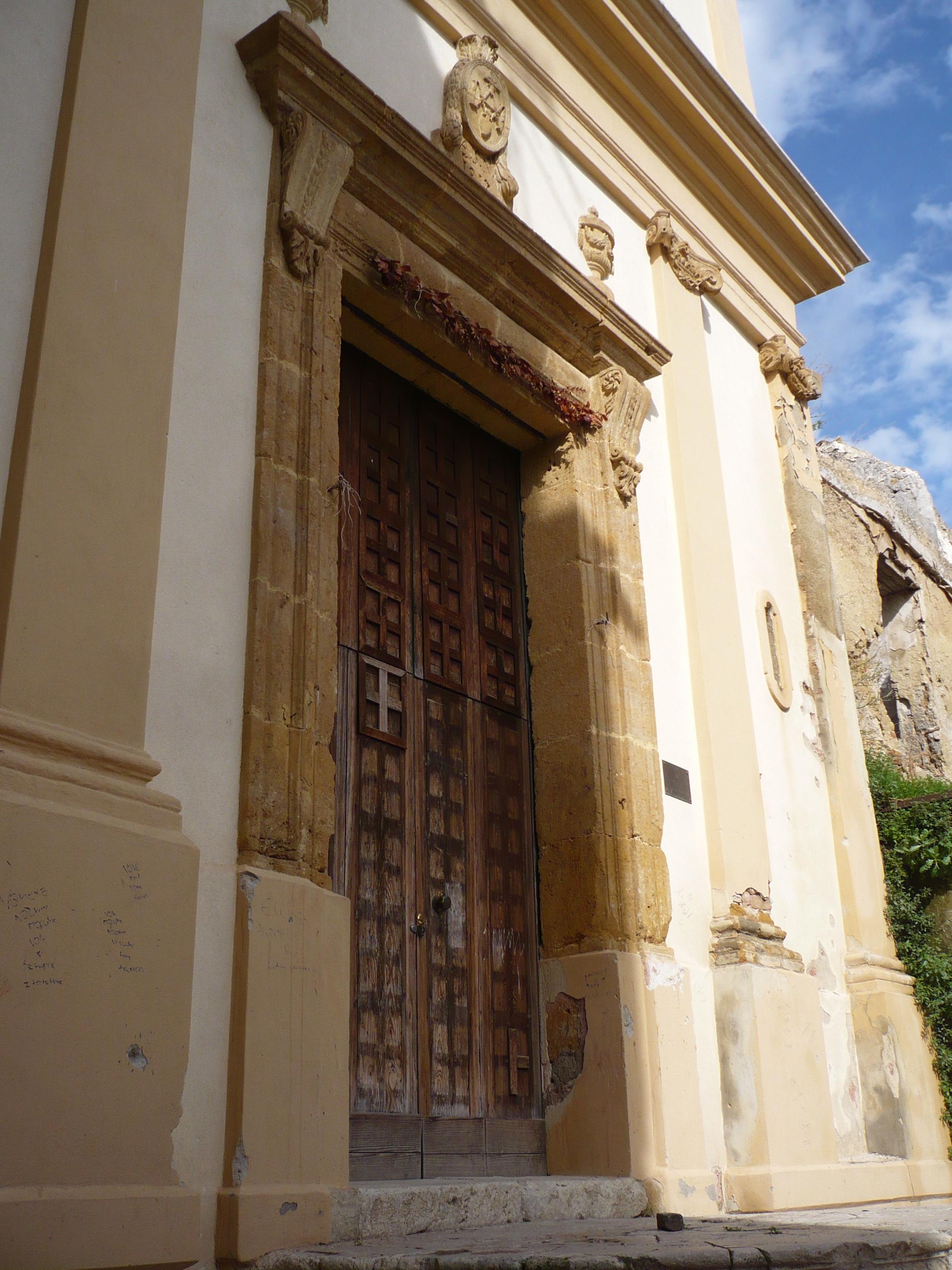
Chiesa di Santa Maria della Provvidenza
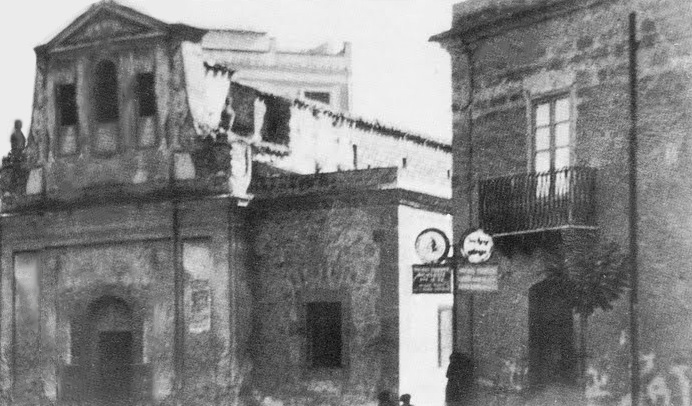
Santa Lucia esterno prima del bombardamento del 1943
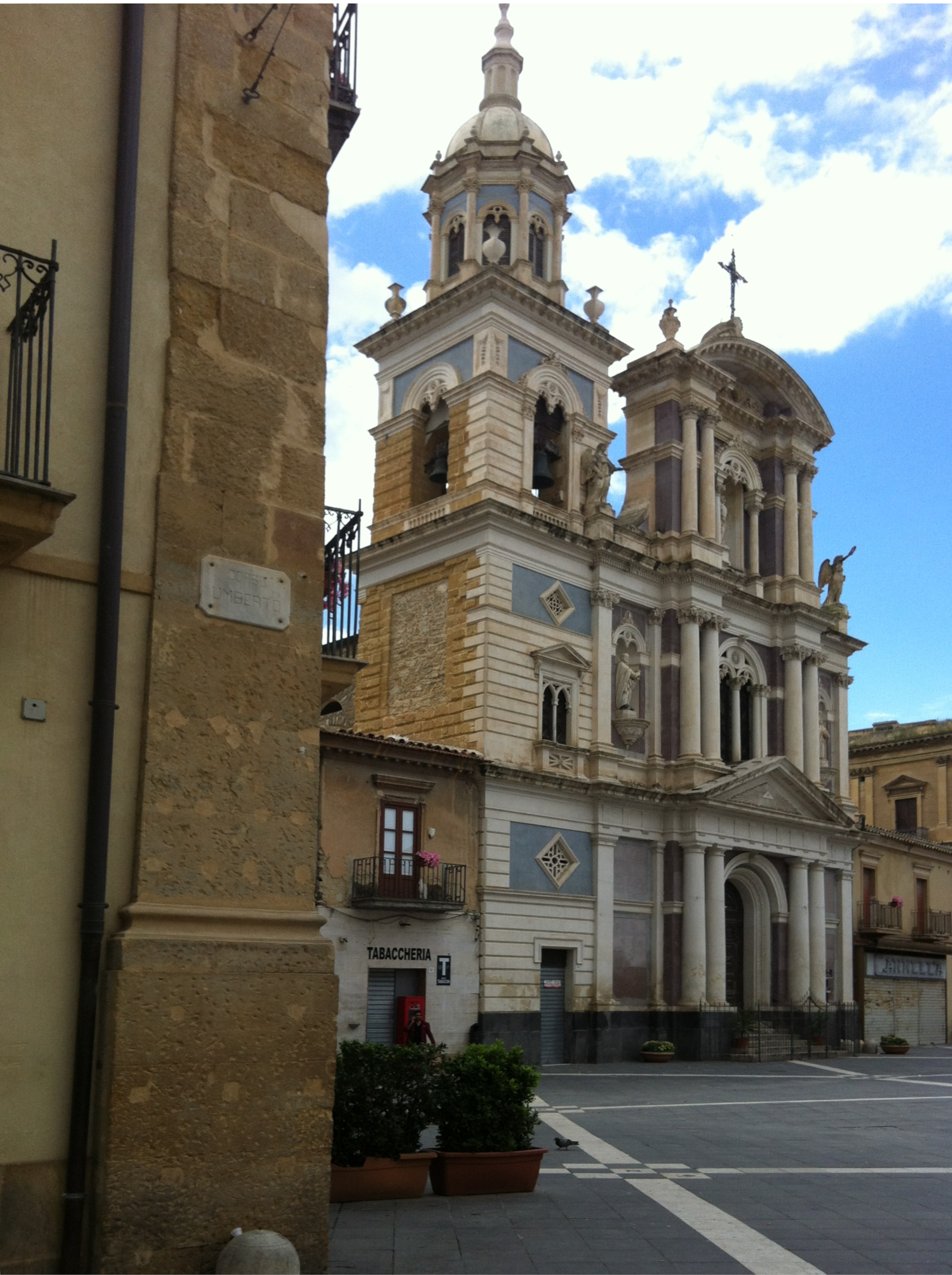
Chiesa di San Sebastiano
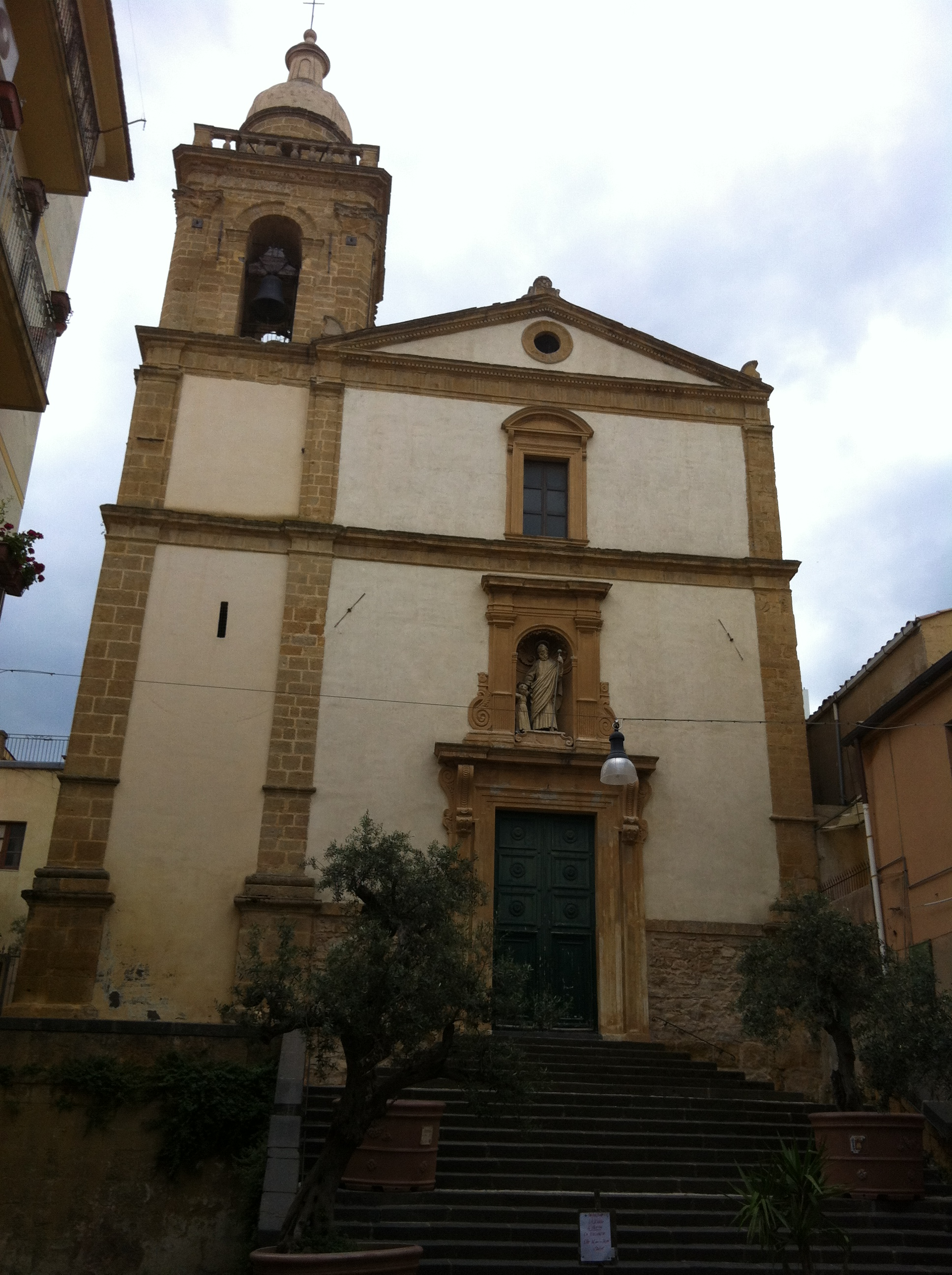
Chiesa di San Giuseppe
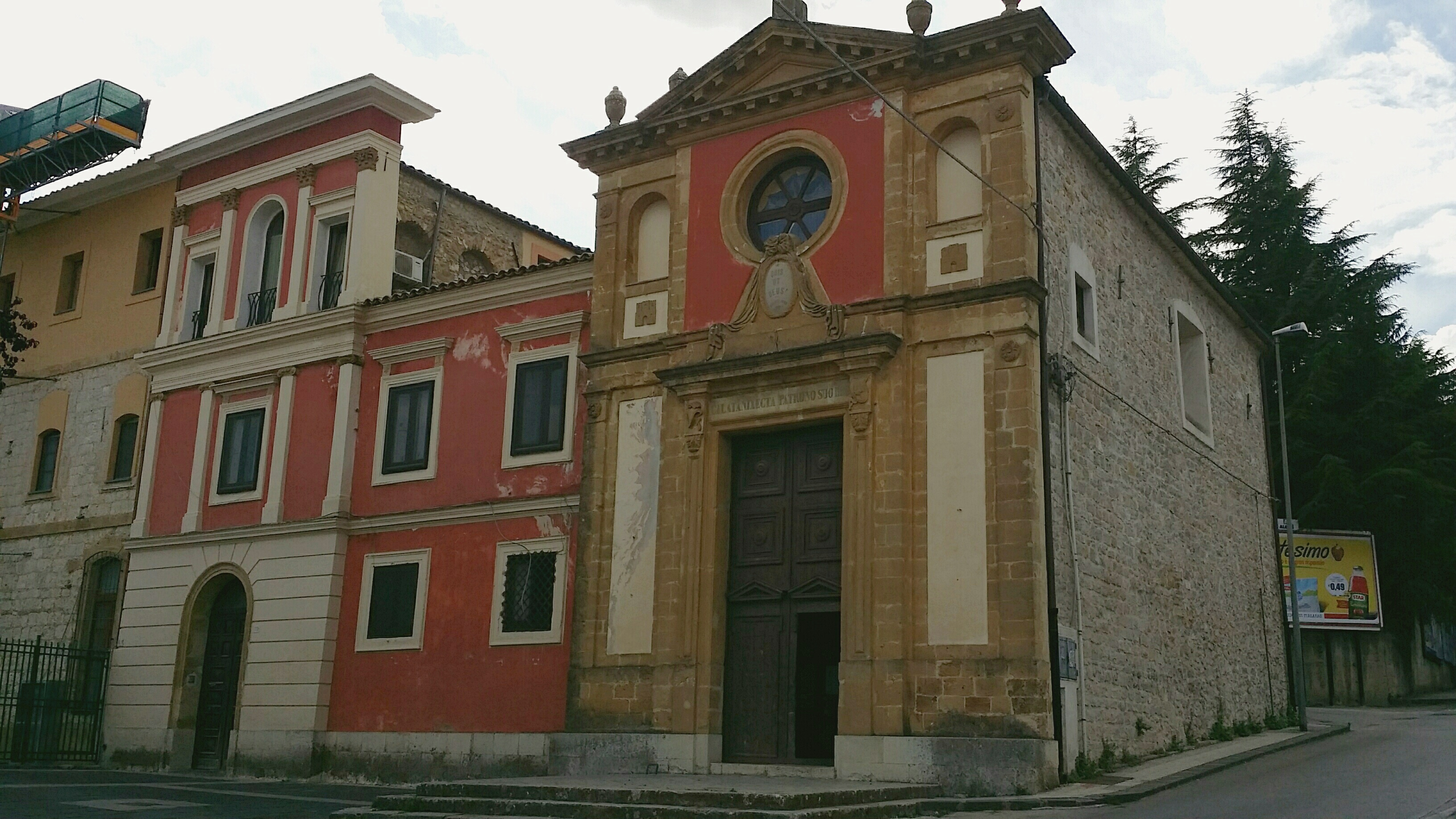
Chiesa di San Michele
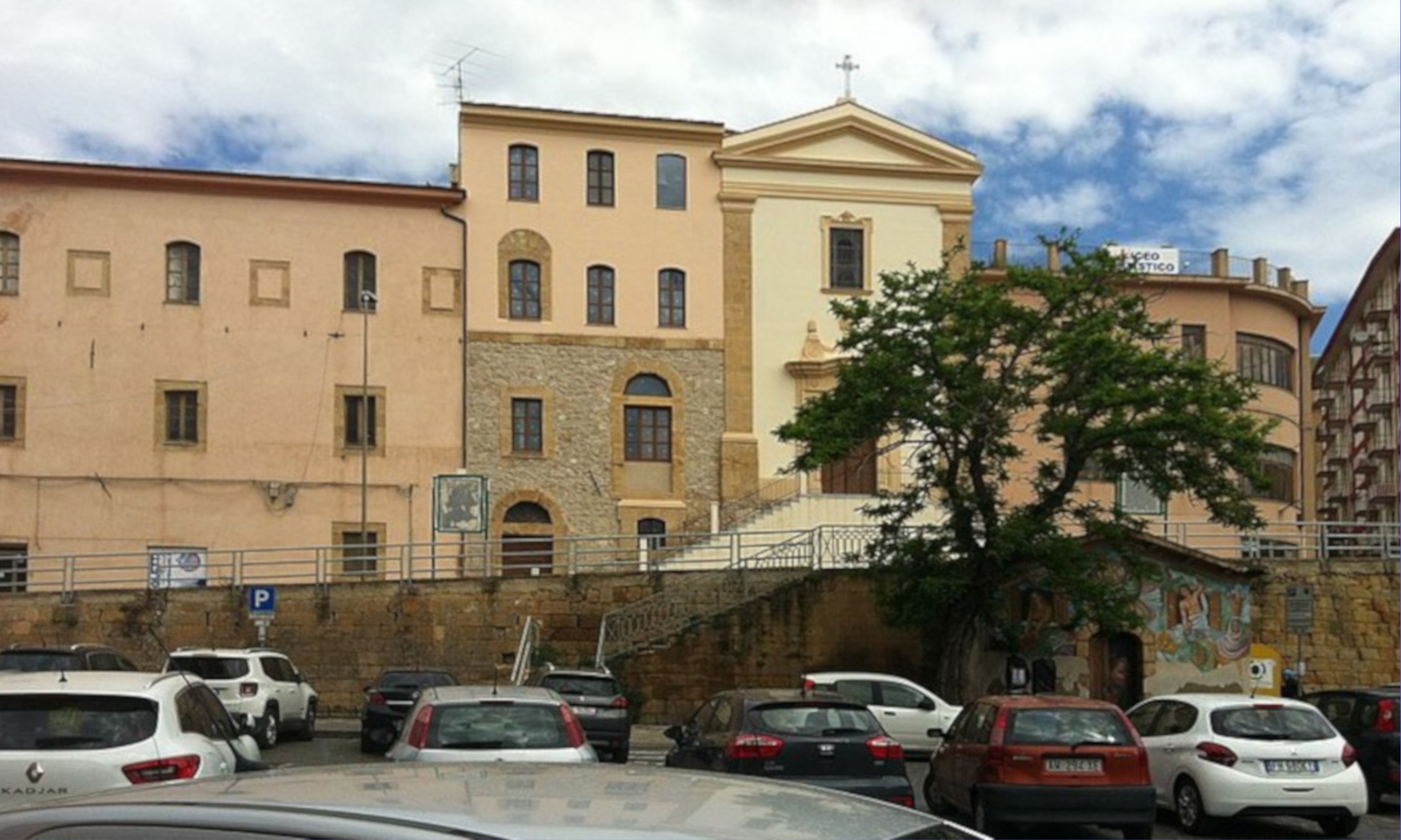
Chiesa della Madonna della Grazia
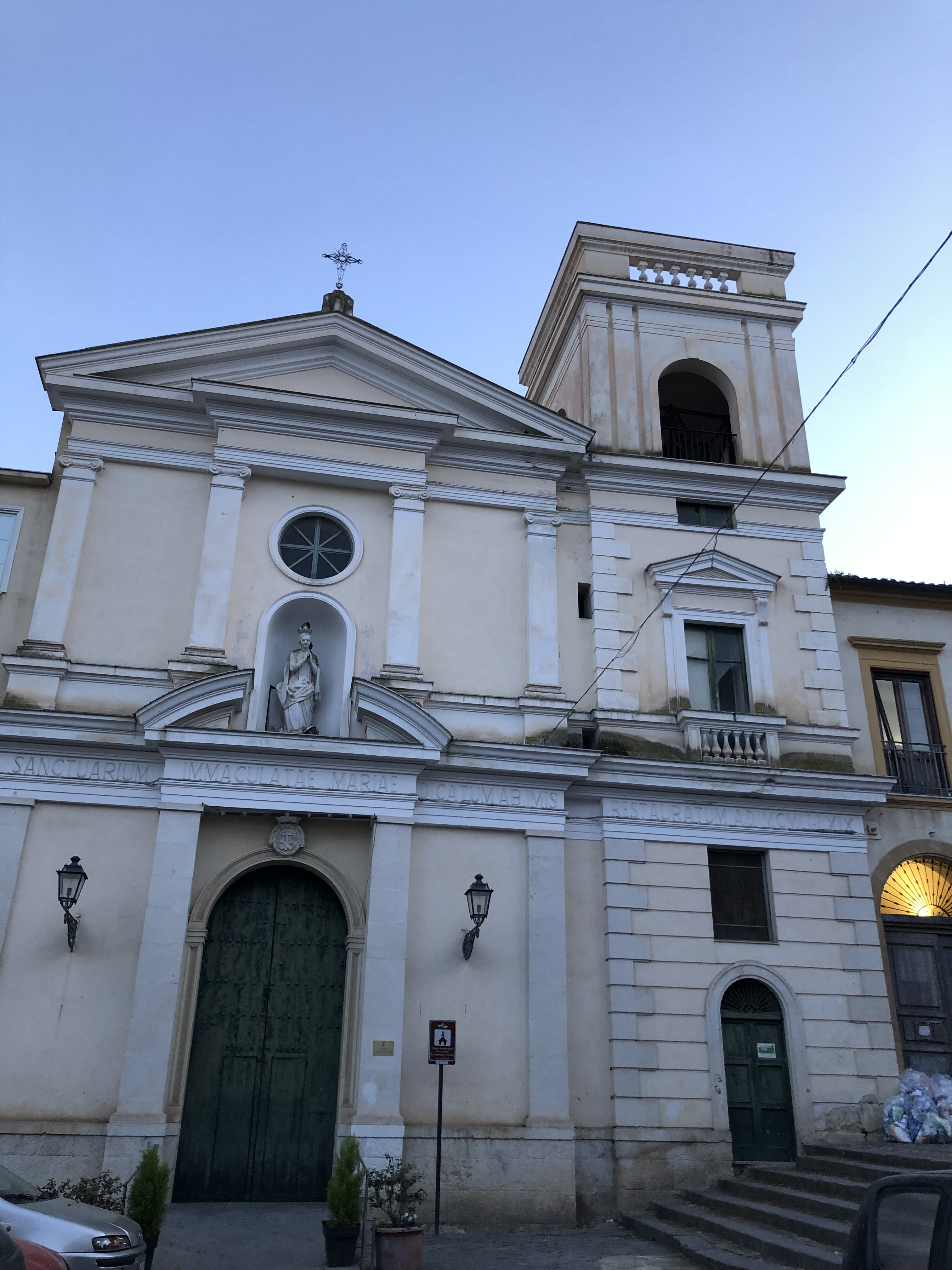
Chiesa di San Francesco d'Assisi
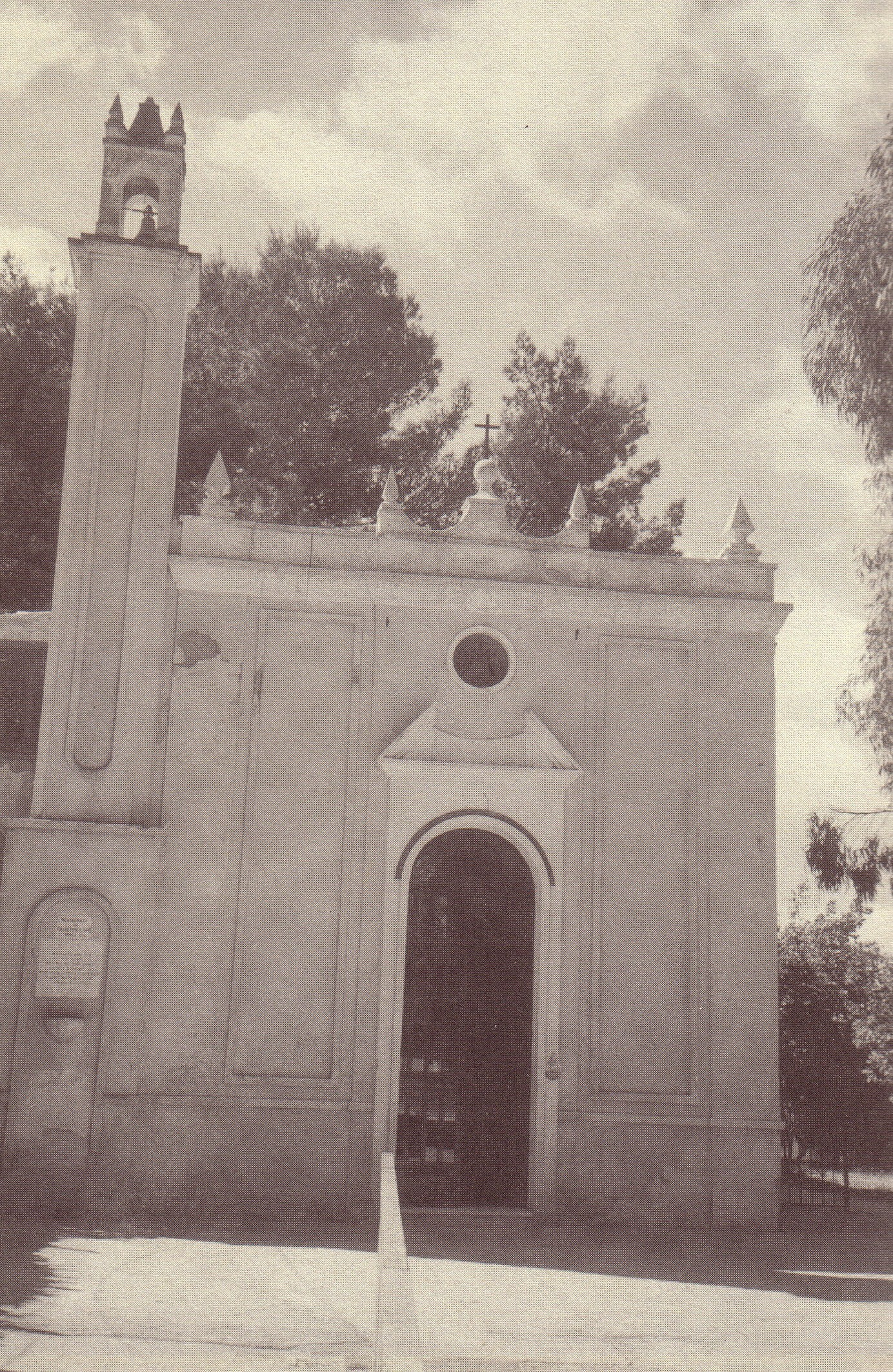
Santuario Madonna della Catena